# Phidrimana
Phidrimana là một chi bướm đêm thuộc họ Noctuidae.

## Loài
- Phidrimana amurensis (Staudinger, 1892)